# Club Deportivo Murano
O Club Deportivo Murano,  é  um time chileno de voleibol indoor feminino e masculino da cidade de Santiago, com filial em Concepción (Chile). Atualmente disputa a Liga A1 Chilena e o Liga A1 Chilena.

## Voleibol masculino

### Títulos conquistados
Campeonato Sul-Americano de Clubes
Campeonato Chileno
- Campeão: 2022 e 2023

Super 4 Nacional

## Voleibol feminino

### Títulos conquistados
Campeonato Sul-Americano de Clubes
Campeonato Chileno
- Campeão: 2023
- Vice-campeão: 2018, 2019
- Terceiro posto:2021
- Quarto posto:2021

Super 4 Nacional